# Katrin Joos Reimer
Katrin Joos Reimer (* 1959; bürgerlich Katrin Andrea Joos Reimer) ist eine Schweizer Politikerin (Grüne).

## Leben
Katrin Joos Reimer studierte Biologie mit Schwerpunkt Botanik an der Universität Basel und promovierte 1997 an der ETH Zürich. Sie ist selbständig erwerbende Baumpflegespezialistin und als Gutachterin und Dozentin tätig. Karin Joos Reimer ist zudem Geschäftsführerin des Bunds Schweizer Baumpflege BSB. Sie lebt in Reinach.

## Politik
Katrin Joos Reimer ist Mitglied des Einwohnerrates (Legislative) der Gemeinde Reinach und gehört der Geschäfts- und Rechnungsprüfungskommission an.
Nach dem Rücktritt von Klaus Kirchmayr konnte Katrin Joos Reimer 2022 in den Landrat des Kantons Basel-Landschaft nachrücken. Sie ist seit 2022 Mitglied der Geschäftsprüfungskommission.
Katrin Joos Reimer ist Vizepräsidentin des Bunds Schweizer Baumpflege BSB sowie Präsidentin der Prüfungskommission des BSB. Sie ist Präsidentin des Schutzverbands der Bevölkerung um den Flughafen Basel-Mülhausen.